# Pedro Paterno

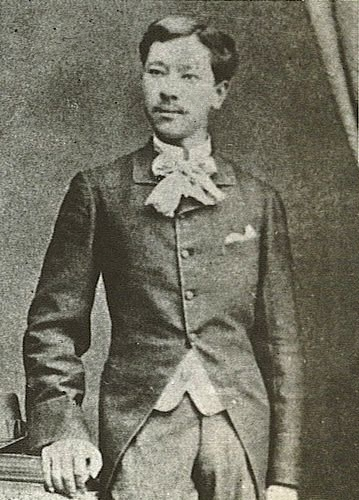
Pedro Paterno in zijn jonge jaren

Pedro A. Paterno (Manilla, 27 februari 1857 - aldaar, 26 april 1911) was een Filipijns revolutionair, schrijver en politicus. Hij speelde in 1897 een belangrijke rol bij de totstandkoming van het pact van Biak-na-Bato tussen de revolutionaire beweging onder leiding van Emilio Aguinaldo en de Spaanse koloniale autoriteiten. Paterno was in 1899 de minister-president van de Eerste Filipijnse Republiek. In de Amerikaanse koloniale periode was hij lid van het Filipijns Huis van Afgevaardigden.

## Biografie
Pedro Paterno werd op 17 februari 1857 Santa Cruz als een van de 13 kinderen van Maximo Paterno, een invloedrijk zakenman van deels Chinese afkomst en Carmina de Vera Ignacio. Een van zijn zussen was Dolores Paterno, de componiste van La Flor de Manila (Sampaguita). Paterno's vadere werd in 1972 gedeporteerd naar Guam, naar aanleiding van de Opstand van Cavite.
Na het behalen van zijn bachelor of arts-diploma aan de Ateneo de Manila University vertrok Pedro naar Europa waar hij studeerde aan de Universiteit van Salamanca en in 1880 zijn rechtendiploma behaalde aan de Complutense Universiteit van Madrid. Tijdens zijn studietijd in Europa leerde hij diverse Spaanse notabelen kennen, waaronder Fernando Primo de Rivera.
In hetzelfde jaar dat hij afstudeerde trouwde Paterno met de Spaanse Luisa Piñeyro y Merino. Hij bleef in Madrid wonen, en zijn huis werd een ontmoetingsplek voor de Filipijnse propagandisten, waaronder de latere nationale held José Rizal. Hij begon met schrijven voor la Solidaridad en schreef daarnaast ook gedichten en proza. In 1890 publiceerde hij zijn eerste boek, een gedichtenbundel genaamd Sampaguitas y Poesias Varias. In 1885 volgde de roman Ninay, over de prekoloniale geschiedenis van de Filipijnen. Daarna volgde een reeks boeken over de Filipijnse cultuur en geschiedenis. Ook schreef hij enkele politieke commentaren.
In 1894 keerde Paterno terug in de Filipijnen, waar hij werd aangesteld als directeur van het Museo-biblioteca in Manilla. Alhoewel hij verdacht werd van revolutionaire activiteiten, werd hij niet gearresteerd door de Spaanse koloniale autoriteiten. Toen in 1896 de Filipijnse Revolutie uitbrak hield Paterno zich in eerste instantie afzijdig. In 1897 werd hij door gouverneur-generaal Primo de Rivera aangesteld als mediator bij de onderhandelingen over voorwaarden voor een vredesverdrag tussen de Filipijnse revolutionaire beweging onder leiding van Emilio Aguinaldo en de Spaanse koloniale autoriteiten. Na vijf maanden onderhandelingen kwam het tot een akkoord en werd op 14 december 1897 het pact van Biak-na-Bato gesloten. Een van de voorwaarden bij dit pact was het vrijwillige ballingschap van de Filipijnse leiders naar Hongkong. Paterno ging met hen mee.
In mei 1898 keerde Paterno samen met Aguinaldo en de andere Filipijnse leiders terug uit ballingschap en werd de Filipijnse Revolutie hervat. Vanaf 15 september 1898 was Paterno president van het Filipijnse Huis van Afgevaardigden. Op 7 mei 1899 werd hij benoemd tot minister-president van de Eerste Filipijnse Republiek als opvolger van Apolinario Mabini. In die functie verklaarde hij op 2 juni 1899 de Verenigde Staten officieel de oorlog. De Filipijns-Amerikaanse Oorlog was daarmee begonnen. In november van dat jaar werd Paterno in Benguet door de Amerikanen gevangengenomen. Na de oorlog werd hem door de Amerikanen amnestie verleend en zwoer hij trouw aan de Amerikanen.
In 1907 werd Paterno gekozen tot afgevaardigde in het Filipijns Huis van Afgevaardigden namens het eerste kiesdistrict van de provincie Laguna. In 1910 publiceerde Paterno een boek over de totstandkoming van het pact van Biak-na-Bato. Dit boek, genaamd El pacto de Biak-na-Bato, is het belangrijkste historische werk van Paterno. Ook schreef hij in 1910 en 1911 nog enkele korte novelles.
Paterno overleed op 54-jarige leeftijd in Manilla aan de gevolgen van cholera.

## Werk
- Sampaguitas y Poesias Varias (1890)
- Ninay (1885)
- La Antigua Civilizacion Tagalog (1887)
- Los Itas (1890)
- El Cristianismo en la Antigua Civilizacion Tagalog (1892)
- El Barangay (1892)
- La Familia Tagalog (1892)
- la Historia Universal (1892)
- El Individuo Tagalo y su Arte en la Exposicion Historico-Americana (1893)
- Los Tagalos (1894).
- El Regimen Municipal de las Islas Filipinas (1893)
- El Problema Politico de Filipinas (1900)
- Gobierno Civil de las Islas Filipinas (1910)
- El pacto de Biak-na-Bato (1910)
- Aurora Social
- El Alma Filipina
- La Braveza de Bayani
- La Felicidad
- Los Heraldos de la Raza.